# ماریان فیکوس
ماریان فیکوس (لهستانی: Marian Fikus؛ زادهٔ ۱۶ اکتبر ۱۹۳۸) یک معمار و استاد دانشگاه اهل لهستان است.
وی همچنین برندهٔ جوایزی همچون جایزه افتخاری انجمن معماران لهستان (۲۰۰۸) شده‌است.